# Carbo (Cognomen)
Carbo („das Geschwür“) ist ein römisches Cognomen, das der Name einer plebejischen Familie innerhalb der gens Papiria im 1. und 2. Jahrhundert v. Chr. war.

## Namensträger
- Gaius Papirius Carbo (Prätor 168 v. Chr.)
- Gaius Papirius Carbo (Vater) († 119 v. Chr.), römischer Redner und Konsul 120 v. Chr.
- Gaius Papirius Carbo (Sohn) († 82 v. Chr.), römischer Redner und Volkstribun 89 v. Chr.
- Gaius Papirius Carbo (Quästor), römischer Politiker zur Zeit des Augustus
- Gnaeus Papirius Carbo (Konsul 113 v. Chr.) († nach 112 v. Chr.), römischer Politiker
- Gnaeus Papirius Carbo (Konsul 85 v. Chr.) (um 135 v. Chr.–82 v. Chr.), römischer Politiker
- Marcus Papirius Carbo, römischer Prätor ca. 114 v. Chr.
- Publius Manlius Carbo, römischer Senator und Arvalbruder um 120 bis 122